# Manfred Sondermann
Manfred Sondermann (* 2. Juli 1938 in Berlin; † 21. Mai 2025 in Zeulenroda) war ein deutscher Karikaturist.

## Leben
Sondermann wuchs in Berlin und  Zeulenroda auf und machte zunächst eine Ausbildung zum Maschinenschlosser, bevor er von 1962 bis 1967 ein Studium zum Maschinenbauingenieur absolvierte. Anschließend arbeitete er als Konstrukteur. Seine Tätigkeit als Karikaturist pflegte Sondermann zweitberuflich. 
Manfred Sondermann war Mitglied des  Verbandes Bildender Künstler Thüringen  und der e.o. plauen-Gesellschaft. Er starb am 21. Mai 2025 in Zeulenroda.

## Werk
In seiner Kindheit zeichnete Sondermann vorzugsweise humoristische Bilder und orientierte sich an Vorbildern wie e.o.plauen und Paul Simmel. Die ersten Karikaturen wurden 1954 in der Lokalzeitung Volkswacht veröffentlicht. Aufgrund seiner Tätigkeit als Maschinenbauingenieur zeichnete Sondermann zunächst vor allem Karikaturen zu Technik-Themen, die seit 1977 regelmäßig in der vom Verlag Technik herausgegebenen Zeitschrift Maschinenbautechnik  veröffentlicht wurden. Daneben fertigte er Illustrationen für technische Fachbücher. In der Novemberausgabe des Magazins stellte Herbert Sandberg 1981 den „Sonderfall Sondermann“, dessen Roboter in der Karikatur nicht etwa Phantasiegebilde seien, „sondern sogar nachprüfbar funktionstüchtig dargestellt werden“, erstmals einem breiten Publikum vor.
1987 erschien im Verlag Technik ein Bändchen mit Technik-Karikaturen, die sowohl den übertriebenen Fortschrittsglauben und die Umweltsünden der frühen 1980er Jahre aufs Korn nahmen als auch mögliche Szenarien für die Zukunft entwarfen. In den letzten Jahren der DDR wandte sich Sondermann zunehmend der politischen Karikatur zu. Seine systemkritischen Blätter Verwurzelt oder Das Haus, in dem ich wohne konnten in der DDR nicht veröffentlicht werden, erschienen jedoch unmittelbar nach deren Zusammenbruch im Wendebuch (Berlin 1990).
1991 etablierte sich Sondermann mit der Figur des „Ossikar“ endgültig als Zeichner politischer Karikaturen. Zwischen 1991 und 2006 erschienen die in der Regel aus vier Bildern bestehenden Karikaturen regelmäßig in der Hofer Frankenpost sowie in der Thüringenpost. Der thematische Fokus verschob sich dabei allmählich von der Wiedervereinigung hin zur Tagespolitik. 
Manfred Sondermann nahm mehrfach an der Rückblende, einem Wettbewerb für politische Karikatur und Fotografie, teil. Seine Karikaturen waren regelmäßig bei der Triennale der Karikatur im Sommerpalais Greiz vertreten. 

## Veröffentlichungen
- Das Küßchen für den Roboter und andere Karikaturen. Berlin (Verlag Technik) 1987 (ISBN 3-341-00331-2)
- Das Wendebuch. Berlin (Verlag Technik) 1990 (ISBN 3-341-01024-6)
- Ossikar. Hof (Frankenpost Verlag) 1994

## Ehrungen
Die Volkssternwarte in Drebach (Erzgebirge) benannte den am 5. September 1999 entdeckten Planetoiden 1999 RU32 nach Ossikar. Er trägt jetzt die offizielle Bezeichnung (59828) Ossikar.